# Мюррей, Норин Элизабет
Леди Норин Элизабет Мюррей (англ. Noreen Elizabeth Murray; 26 февраля 1935, Ланкашир — 25 мая 2011, Эдинбург) — британский молекулярный генетик, была одним из первых исследователей рекомбинантной ДНК, участвовала в создании вакцины против гепатита B — первой вакцины, полученной с помощью генной инженерии, которая была одобрена для вакцинации людей. До ухода на пенсию в 2001 году она была профессором молекулярной генетики в Эдинбургском университете. Норин Мюррей была президентом Генетического общества, вице-президентом Лондонского королевского общества.

## Молодые годы
Норин Мюррей (урождённая Паркер) была вторым ребёнком в семье директора школы Джона Паркера и его жены Лилиан Грейс Паркер (урождённой Сатклиф). Мюррей было пять лет, когда её семья покинула деревню Рид, неподалеку от города Бернли в графстве Ланкашир, и переехала в Болтон-ле-Сандс. Мюррей получила стипендию в Ланкастерской гимназии для девушек, когда ей было 10 лет, и была там среди лучших учениц. По окончании гимназии Мюррей собиралась стать учителем домоводства, пока её старший брат Неил, готовясь к своим выпускным экзаменам, не рассказал ей законы Менделя, что и побудило её изучать биологию. После окончания гимназии Мюррей получила Лондонскую межуниверситетскую стипендию и поступила в Лондонский Кингс-колледж, где получила степень бакалавра ботаники.

## Научные исследования

### Бирмингемский университет
После окончания колледжа Мюррей предложили место в докторантуре в лаборатории Дэвида Кэтчсайда Бирмингемского университета. Она взялась за исследование, целью которого было установить, есть ли различие в участии генов в определённом биохимическом процессе у эукариот и прокариот. По совету Кэтчсайда, она стала изучать гены Neurospora crassa, ответственные за биосинтез метионина, изолировав множество мутантных генов и распределив их по комплементарным группам. При исследовании локуса me-2 она обнаружила межаллельнаю комплементацию, что позволяло предположить внутригенную рекомбинацию, показывая, в частности, что на генную конверсию влияет положение мутации в локусе.

### Стэнфорд
В январе 1960 года Мюррей начала обучение в постдокторантуре Стэнфорда, в лаборатории Дэвида Перкинса, продолжив исследования Neurospora. Как и в работах, опубликованных во время её учёбы в докторантуре, в этих статьях значился только один автор: и Кэтчсайд, и Перкин не считали свой вклад таким значительным, чтобы быть соавторами.
В Стэнфорде, на лекциях Сиднея Бреннера, Чарльза Янофского и Дэйла Кайзера, а также в журнальном клубе лаборатории Янофского, она впервые познакомилась с генетикой бактерий и фагов. Также в Стэнфорде Мюррей была приглашена провести её первый научный семинар в Калифорнийском технологическом институте для большой аудитории, среди которой были Макс Дельбрюк, Эдвард Льюис, Джордж Бидл, Норман Горовиц и Стерлинг Эмерсон. В то же время она познакомилась с Франклином Сталем, который пригласил её в Орегонский университет, чтобы она рассказала о своей работе по полярной генной конверсии.

### Кембридж
Мюррей вернулась в Великобританию в 1964 году и продолжила исследования Neurospora в лаборатории Гарольда Уайтхауса на кафедре ботаники Кембриджского университета. В то же время Мюррей работала с Франклином Сталем, находившимся тогда в творческом отпуске в Медицинском Исследовательском Совете. Эксперименты, которые она провела со Сталем по картированию генов кольцевого генома бактериофага Т4, привели к двум статьям, опубликованным в 1966 году. В первой работе было показано, что кластеризация генов с родственными функциями несёт скорее характер адаптации, чем регуляции. Таким образом, при рекомбинации между двумя фагами (коинфицирование) вероятность появления жизнеспособного вируса вырастает. Во второй работе были продемонстрированы интерцистронные цис-транс-позиционные эффекты между членами двух пар янтарных мутантов Т4. Было установлено, что в каждом случае один из янтарных мутантов является полярным.

### Эдинбург

#### Медицинский Исследовательский Совет
Мюррей переехала в Эдинбург в январе 1968 года и начала работать в Отделе бактериальной генетики Медицинского исследовательского совета. Первоначально она продолжила работу с Neurospora: анализ структуры генетического кода, механизмов рекомбинации, полярной конверсии генов. Исследования Мюррей привели её к идеи, что рекомбинация преимущественно инициируется на определённых участках хромосом. Для подтверждения этой идеи нужны были системы, более подходящие для изучения процесса рекомбинации на молекулярном уровне: бактерии и фаги. Мюррей начала проводить генетические манипуляции с фагом лямбда для получения серии фаговых геномов, в каждом из которых находился только один сайт рестрикции для EcoK. Очищенные фаговые геномы затем разрезались рестриктазой, а получающиеся 5′-концы фосфорилировались полинуклеотидкиназой меченым фосфором 32Р. Последовательность нуклеотидов на этих концах затем расшифровывалась с помощью метода, разработанного Кеном Мюрреем. Но так как EcoK, как сейчас известно, является рестриктазой первого типа, разрезающей ДНК вне сайта рестрикции, Мюррей не удалось получить ожидаемых результатов. Внимание было перенесено на EcoRII, рестриктазу второго типа, благодаря чему в 1972 году удалось определить сайт рестрикции.

#### Дальнейшие исследования
К 1975 году Мюррей получила векторы-вставки (способные включаться в ДНК) и заменяемые векторы (содержащие области, которые могут быть заменены чужеродной ДНК), получаемые как с помощью EcoRI, так и с помощью ''Hin''dIII. Мюррей получила клоны, содержащие вставки в области гена фага лямбда cI, кодирующего репрессор, и, таким образом, полученный рекомбинантный фаг не мог образовывать лизогены. В результате, рекомбинантный фаг можно было легко отличить от пустых векторов, так как при посеве рекомбинантный фаг образовывал прозрачные бляшки, в то время как пустой вектор образовывал мутные бляшки.
Вместе с Джеффом Вилсоном, она клонировала ген, кодирующий лигазу фага Т4, энзим, используемый для сшивание цепей ДНК при репликации, и, позже, полинуклотидкиназу, используемую для введения концевых меток. Кроме того, в ответ на запрос Уильяма Келли она провела скрининг своих библиотек E.coli в поисках клона, кодирующего ДНК-полимеразу. Ей повезло: весь ген polA находился в небольшом фрагменте HindIII. Благодаря этому клону был получен фрагмент Кленова. Норин отдала клон, кодирующий лигазу Т4 фармацевтической компании Boehringer, которая производила коммерческую лигазу в течение многих лет.
В 1980-82 годах Мюррей работала в Европейской молекулярно-биологической лаборатории (EMBL) в Гейдельберге. В сотрудничестве с лабораторией Ханса Лираха, она получила серию новых лямбда векторов — так называемые EMBL-векторы — несущих полилинкеры с сайтами рестрикции, например, EcoRI, HindIII и BamHI, включающие заменяемые векторы — наиболее широко используемые для клонирования векторы. Работа, описывающая их, была её наиболее цитируемой. В EMBL Норин также вернулась к изучению системы рестрикции-модификации с использованием рестриктаз первого типа, чем она продолжила заниматься по возвращении в Эдинбург в конце 1982 и до конца своей карьеры. Там же, с помощью Джилл Гоф, Норин секвенировала гены, кодирующие S-субъединицы трех рестриктаз семейства EcoK, узнающих разные сайты рестрикции. При сравнении генов выяснилось, что они имеют две гомологичные области — 100 нуклеотидов в середине гена и 250 на конце — и две неконсервативные области, каждая состоящая из примерно 500 нуклеотидов, одна находится в начале гена, другая — между двумя гомологичными областями. Это позволяло предположить, что каждая переменная область кодировала домен, узнающий одну из частей сайта рестрикции.
В лаборатории Мюррей также секвенировали R- и M-субъединицы систем рестрикции-модификации типа I. После чего последовали обширный мутационный анализ и структурные исследования, которые показали, как субъединицы взаимодействуют друг с другом и с ДНК, и определили области, ответственные за различную каталитическую активность, включая АТФ-азу и разрезание ДНК. Структурные исследования, наконец, позволили Дэвиду Драйдену (бывший постдокторант Мюррей), вскоре после смерти Мюррей, создать модель всего комплекса. Результаты исследования были опубликованы в статье, посвященной Норин Мюррей.
На последнем этапе своей работы над системой рестрикции-модификации типа I Мюррей, вместе со своим докторантом Светой Маковец, обнаружила неожиданный факт: клетки защищают себя от рестрикции не только путем метилирования сайтов рестрикции, но и ClpXP-опосредованным протеолизом S-субъединиц после связывания рестриктазы с сайтом рестрикции и инициирования транслокации.

## Педагогическая деятельность
Кен и Норин Мюррей помимо педагогической деятельности в Эдинбургском университете участвовали в первых официальных курсах по технологии рекомбинантной ДНК. Самый первый такой курс был организован Вернером Арбером под эгидой EMBO в Базеле в 1976 году. Кен и Норин, а также Эдвин Саузерн, Дэвид Гловер, Барбара Хон были преподавателями. Курс проводился четыре года подряд до переезда в EMBL в Гейдельберге в 1980 году, куда к тому времени переехали Кен и Норин Мюррей. Одним из студентов первого проведенного в ЕМБЛ курса был Пол Нерс вместе с Кристофером Ливером, Мэрилин Монк и Питером Джексоном.

## Благотворительный фонд Darwin Trust of Edinburgh
В 1984 году на деньги из гонорара, полученного Кеном Мюрреем за разработку вакцины от гепатита B для компании Biogen, Норин и Кеннет Мюррей организовали фонд Darwin Trust of Edinburgh, где с 1990 года и до своей смерти Норин Мюррей была доверенным управляющим. Благотворительная организация поддерживает образование и исследования в области естественных наук. Фонд предоставил средства для строительства Библиотеки Дарвина при Эдинбургском университете, корпуса имени Майкла Свана и предоставил многочисленные стипендии иностранным студентам и докторантам для обучения в Эдинбурге.

## Общественная деятельность
В 1992 году подписала «Предупреждение человечеству».

## Последние годы
В 2010 году у Мюррей была диагностирована болезнь моторных нейронов. К началу 2011 года она уже не могла говорить, но продолжала приходить на работу за корреспонденцией и участвовала в дискуссиях в лаборатории, с помощью записей в маленьких тетрадках, которые всегда носила с собой. Мюррей скончалась в Хосписе имени Марии Кюри 12 мая 2011 года.

## Почести и награды
Норин Мюррей достигла выдающихся успехов в своей научной деятельности и заслужила множество наград и почетных степеней. Среди них:
- избрана членом EMBO (1980)
- избрана членом Лондонского королевского общества (1980)
- избрана президентом Генетического общества Великобритании (1870-90)
- избрана членом Королевского общества Эдинбурга (1989)
- получила медаль Габора (1989)
- избрана членом Европейской Академии (1989)
- получила степень почетного доктора университета Манчестерский институт науки и технологии (1995)
- получила степень почетного доктора Бирмингемского университета (1995)
- прочитала лекцию Фреда Гриффита в Обществе общей биологии (2001)
- получила степень почетного доктора Уорикского университета (2001)
- награждена званием командора Британской Империи (2001)
- отмечена в Новогоднем почетном списке королевы (2001)
- получила награду AstraZeneca от Биохимического общества (2005)
- избрана членом научного общества Лондонского Кингс-колледжа (2006)
- получила степень почетного доктора Ланкастерского университета (2008)
- получила степень почетного доктора Шеффилдского университета (2010)
- получила степень почетного доктора Эдинбургского университета (2011)
- награждена Королевской медалью Королевского общества Эдинбурга (2011)

## Память
В Научном кампусе Эдинбургского университета была построена библиотека имени Норин и Кеннета Мюррей как признание их выдающихся научных достижений и приверженности науке и технологии.

## Семья
Норин Паркер познакомилась с Кеном Мюрреем, когда они учились в докторантуре Бирмингемского университета. Кен Мюррей работал под руководством Артура Пикока, биохимика, занимавшегося ДНК. Дэвид Кэтчасайд, в то время научный руководитель Норин Паркер, не одобрил её помолвку с Кеном Мюрреем, объясняя, что после замужества её карьера отойдет на второй план.
Норин Мюррей, будучи замужем, действительно, столкнулась с трудностями: переезд в Стэнфорд, так как её мужу предложили там место в постдокторантуре, переезд в Кембридж, где её мужу предложили работу в Медицинском исследовательском совете, затем переезд в Эдинбург, где её мужу предложили должность старшего преподавателя. Однако это не помешало ей добиваться выдающихся успехов в своей научной деятельности.

## Личные качества
У Мюррей не было детей, но она считала докторантов и постдокторантов своей семьей, которая её любила и восхищалась ей. Она работала в лаборатории каждый день, была добросовестной и кропотливой. Начиная с 1970-х годов запросы на штаммы E.coli и лямбда фагов приходили почти ежедневно. Перед тем как отдать заказ, Мюррей обязательно брала колонию или бляшку и проводила необходимые генетические тесты, чтобы подтвердить, что это действительно нужный штамм. Некоторые тесты были сложными и трудоемкими, но она проводила их все сама. Мюррей была щедрой и всегда старалась оказать поддержку, заботилась о том, чтобы её молодые коллеги встретились с интересными приезжими учеными, и часто проводила эти встречи в своем доме. Мюррей никогда не забывала своих коллег, даже если они уезжали из Эдинбурга, она всегда оставалась с ними на связи и любила послушать о жизни бывшего коллеги.

Она была вдохновением как человек и как преподаватель, читая лекции ясно, доходчиво и с уверенностью, несмотря на свою боязнь сцены. Её достижения пришлись на время, когда женщинам было непросто сделать карьеру в науке. Именно благодаря своим способностям как ученого и упорству она достигла вершины своей профессии, несмотря на бессознательные предубеждения в научном сообществе, с которыми она порой сталкивалась. Возможно, поэтому Норин была особенно внимательна к карьере своих коллег-женщин и так радовалась их успехам.
Оригинальный текст (англ.)She was inspirational both by example and through her lectures, which were delivered with clarity and confidence despite her finding public speaking stressful. Her achievements came at a time when it was not always easy for women to make a career in science, and it is a measure of her ability and determination that she reached the top of her profession despite occasionally contending with the unconscious prejudice of the scientific establishment. Perhaps because of this Noreen was particularly attentive to the careers of her female colleagues and delighted in their success.

## Увлечения, хобби
На втором месте после науки у Мюррей было садоводство, которым она начала заниматься ещё в детстве. Она часто проводила вечера в саду у своего дома на Мортонхолл-Роуд в Эдинбурге. Мюррей любила готовить. Приглашая друзей и коллег в свой дом на ужин, она готовила изысканные блюда. Многие гости просили рецепты, и она скрупулёзно записывала их, снабжая советами. Также Норин и Кен Мюррей были настоящими коллекционерами, часто ходили в художественные галереи. Их дом был украшен работами Ренуара, Энн Редпат, Л.С. Лоури, Дункана Гранта, Джона Августа, Джона Сингера Саджента и современных художников, например, Виктории Кроу, ставшей их другом. Мюррей была фанатом регби. Её отец, регбист, познакомил её с игрой ещё в детстве, когда она с трепетом наблюдала за звездой Вест-Индийской крикетной команды Лери Константин. Будучи студентом в Лондоне она посещала международные матчи в Туикенеме. Мюррей и позже смотрела ежегодный Кубок шести наций по телевизору.